# سوزي سوسانتي
سوزي سوسانتي (مواليد 11 فبراير 1971) هي لاعبة ريشة طائرة معتزلة إندونيسية، حصلت على الميدالية الذهبية في منافسات الفردي في الألعاب الأولمبية الصيفية 1992.

## روابط خارجية
- سوزي سوسانتي على موقع BWF.tournamentsoftware.com (الإنجليزية)
- سوزي سوسانتي على موقع BWFbadminton.com (الإنجليزية)
- سوزي سوسانتي على موقع اللجنة الأولمبية الدولية (الإنجليزية)
- سوزي سوسانتي على موقع أوليمبيديا (الإنجليزية)